# Telorta yazakii
Telorta yazakii är en fjärilsart som beskrevs av Yoshimoto 1987. Telorta yazakii ingår i släktet Telorta och familjen nattflyn. Inga underarter finns listade i Catalogue of Life.